# Lari
För andra betydelser, se Lari (olika betydelser).
Lari är det vetenskapliga namnet för en underordning inom ordningen vadarfåglar. Den inkluderar måsar, trutar, labbar, tärnor och saxnäbbar.
Lari delas idag upp i två familjer:
- Labbar (Stercorariidae)
- Måsfåglar (Laridae)
  - Underfamilj Måsar och trutar (Larinae)
  - Underfamilj Tärnor (Sterninae)
  - Underfamilj Saxnäbbar (Rynchopinae)

Indelningen av underordningen måsfåglar är under diskussion och vissa auktoriteter för även alkor (Alcidae) till denna underordning [Paton et al., 2003; Thomas et al., 2004; Paton & Baker, 2006]. Sveriges ornitologiska förenings taxonomiska kommitté för än så länge alkor till den egna underordningen alkfåglar.
Måsfåglar är generellt stora fåglar som hämtar sin föda främst vid kuster men även vattendrag. En del arter har dock anpassat sig till ett liv längre in i landet. Många av underordningens arter lever i flock.

## Bildgalleri
Typiska representanter för de olika familjerna:

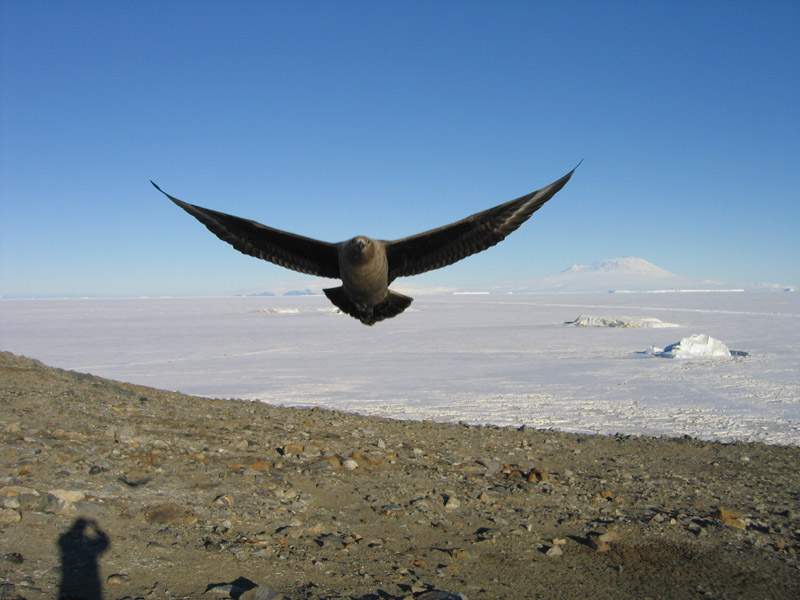
Antarktisk labb (Stercorarius antarctica) tillhör familjen labbar.
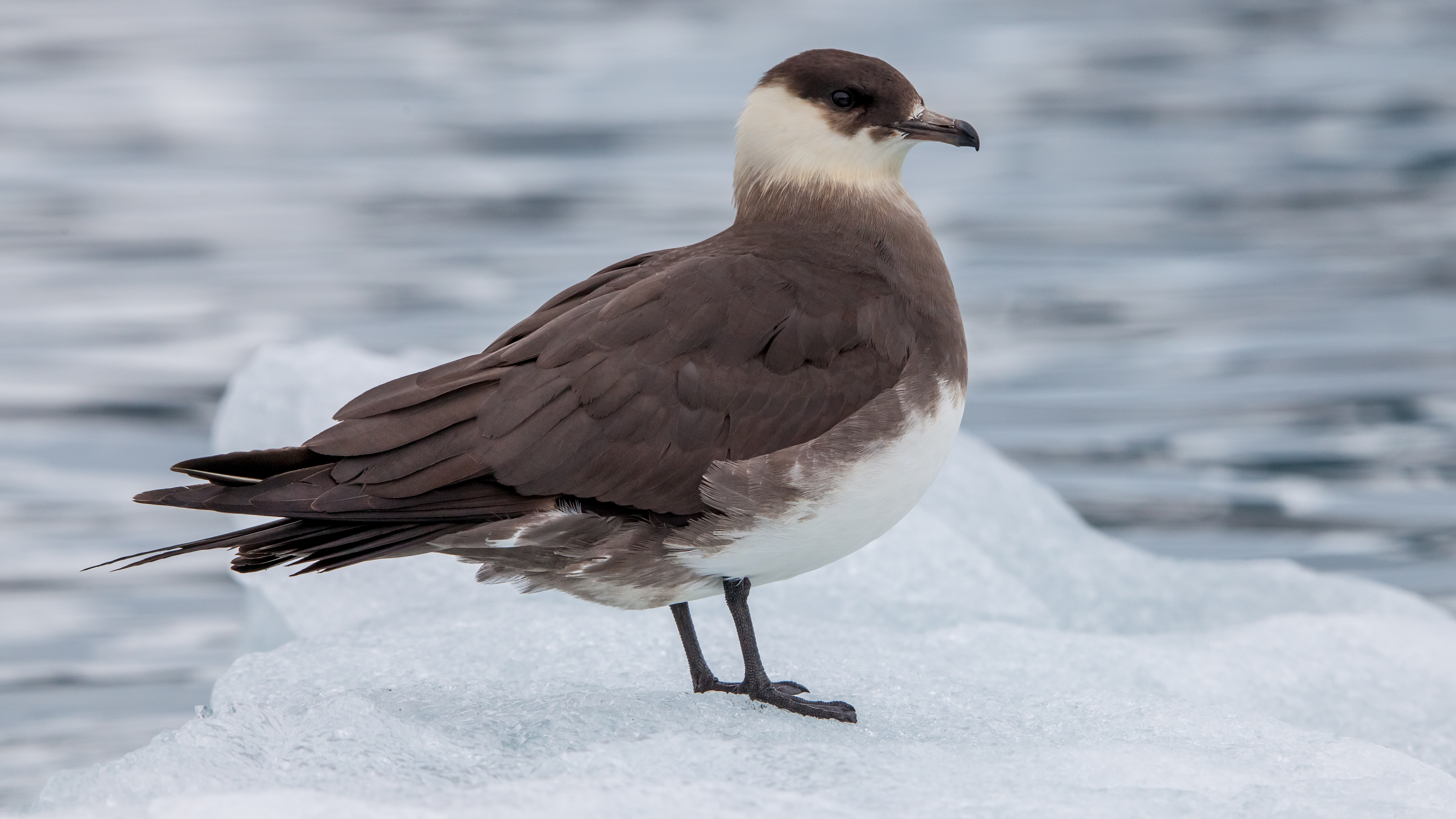
Kustlabb ((Stercorarius parasiticus) tillhör familjen labbar.
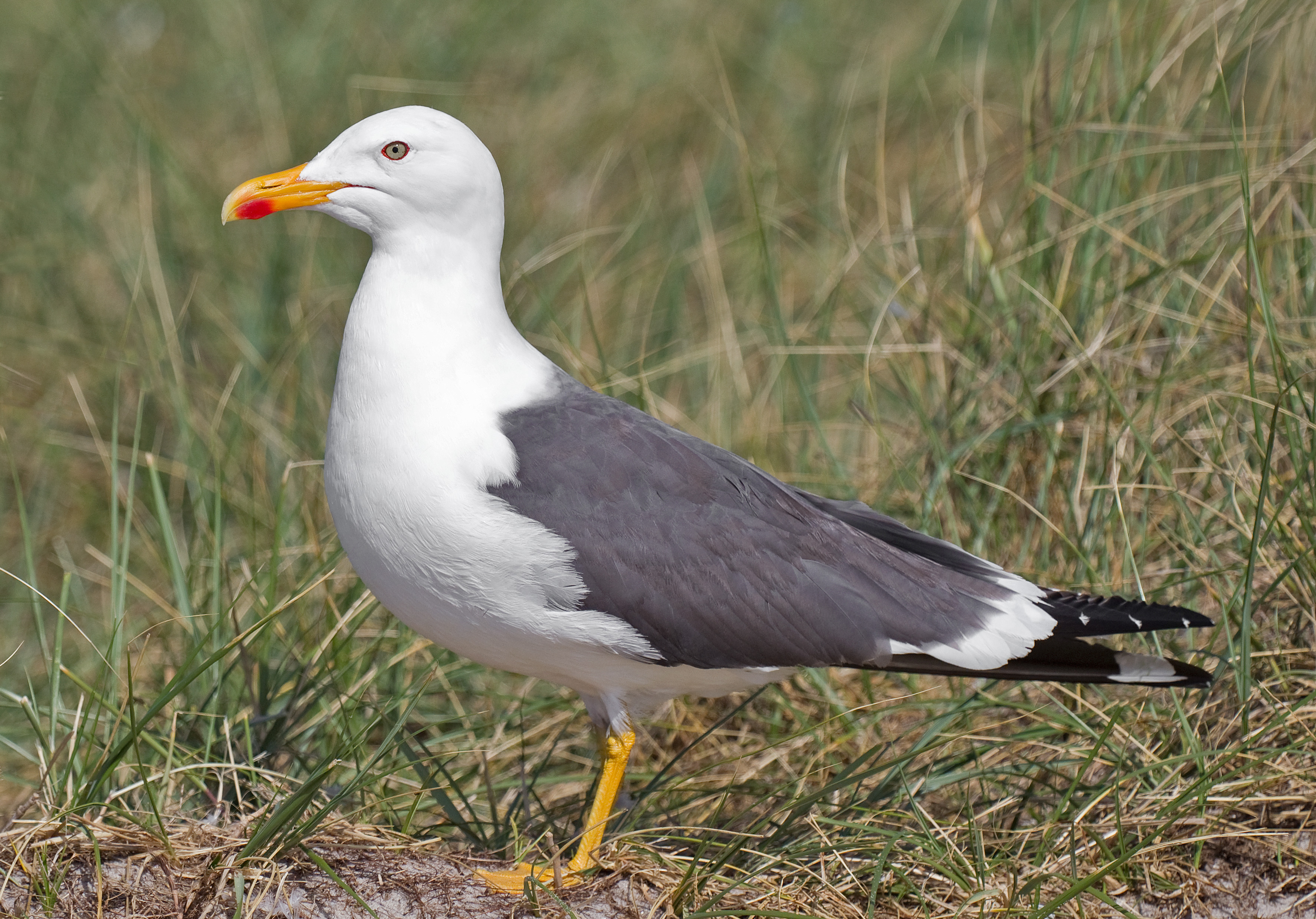
Silltrut (Larus fuscus) av underarten graellsii tillhör familjen måsar och trutar.
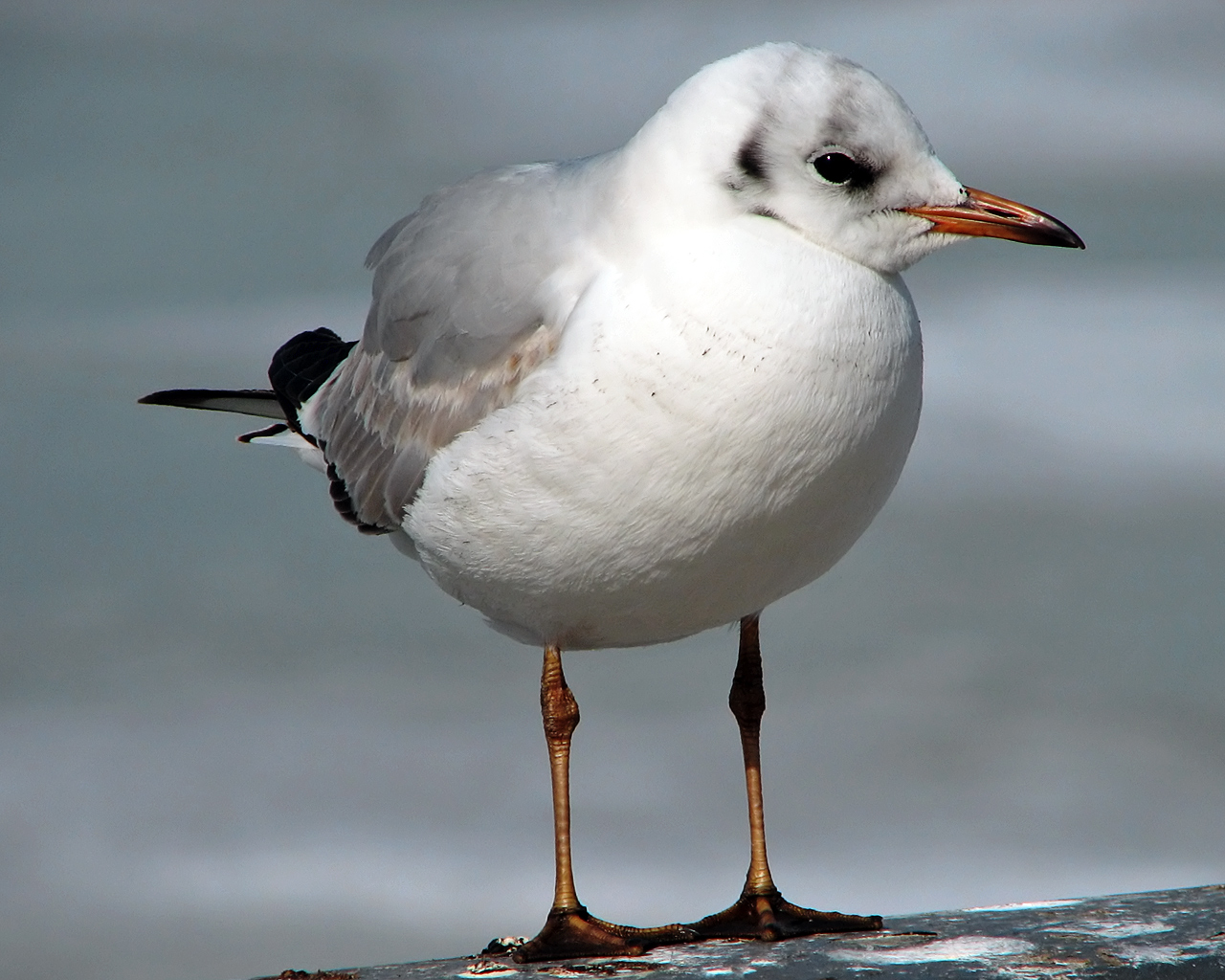
Skrattmås (Larus ridibundus) tillhör familjen måsar och trutar.
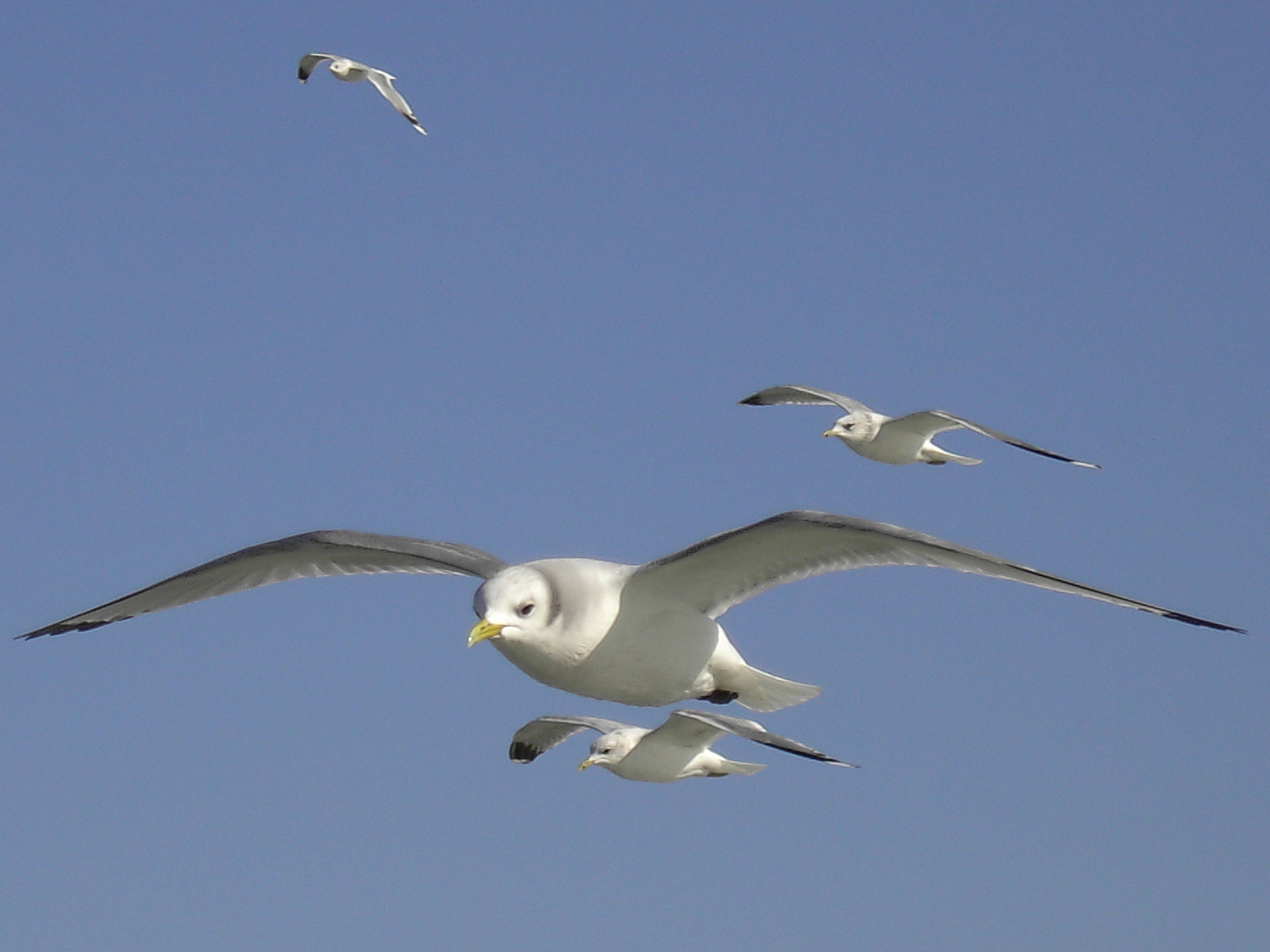
Tretåig mås (Rissa tridactyla) tillhör familjen måsar och trutar.
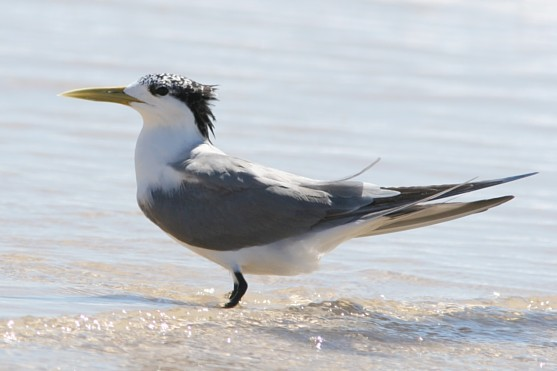
Tofstärna (Sterna bergii) tillhör familjen tärnor.
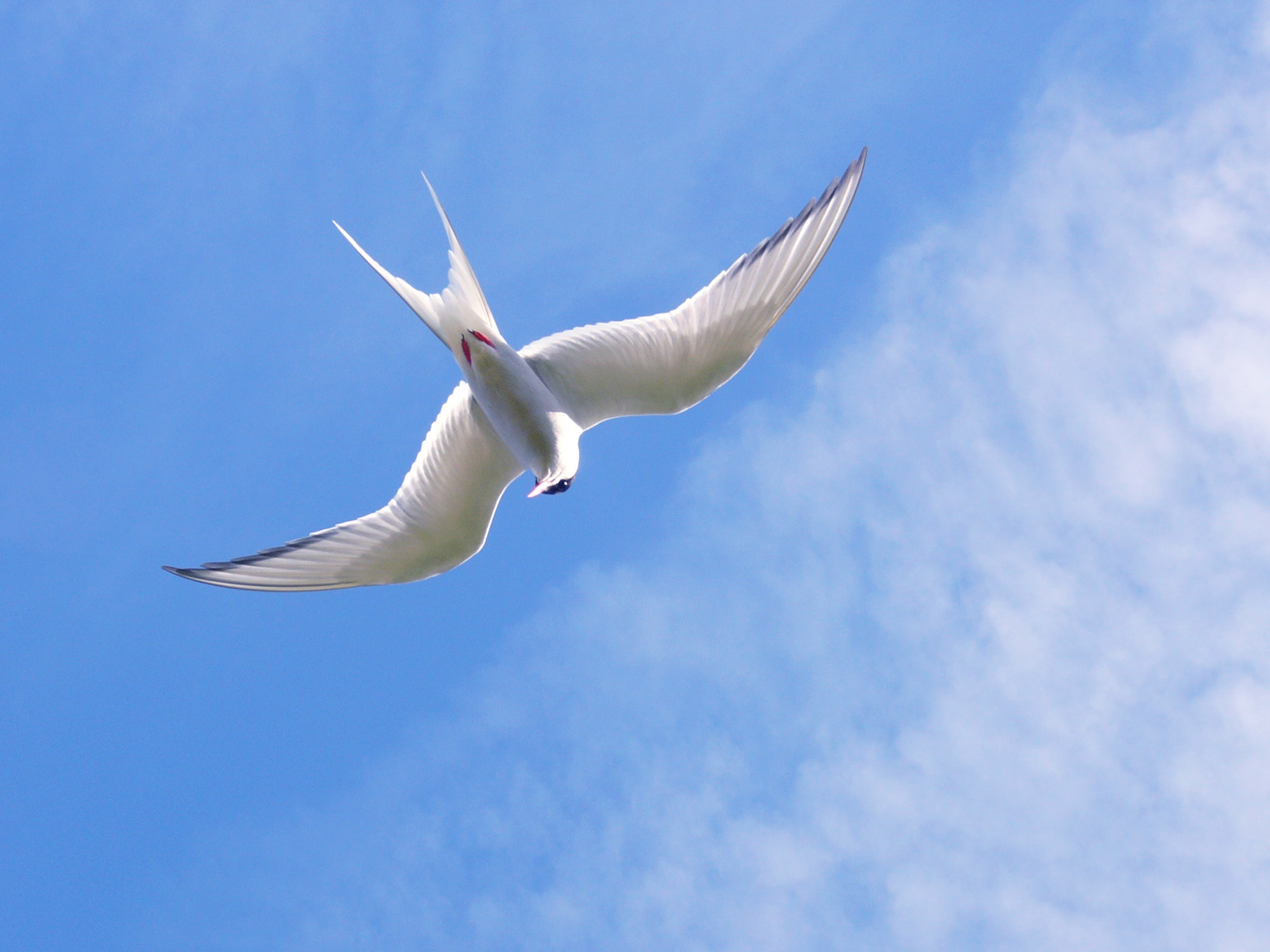
Silvertärna (Sterna paradisaea) tillhör familjen tärnor.
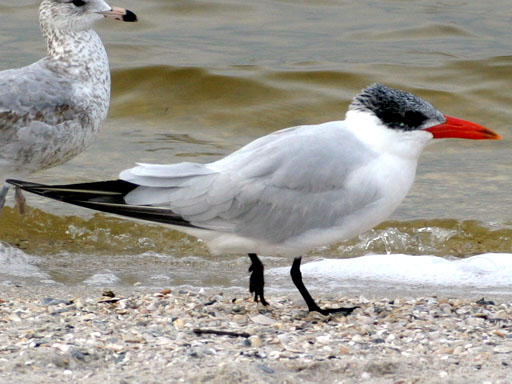
Skräntärna (Hydroprogne caspia) tillhör familjen tärnor.
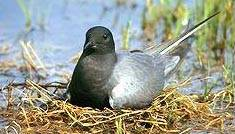
Svarttärna (Chlidonias niger) tillhör familjen tärnor.
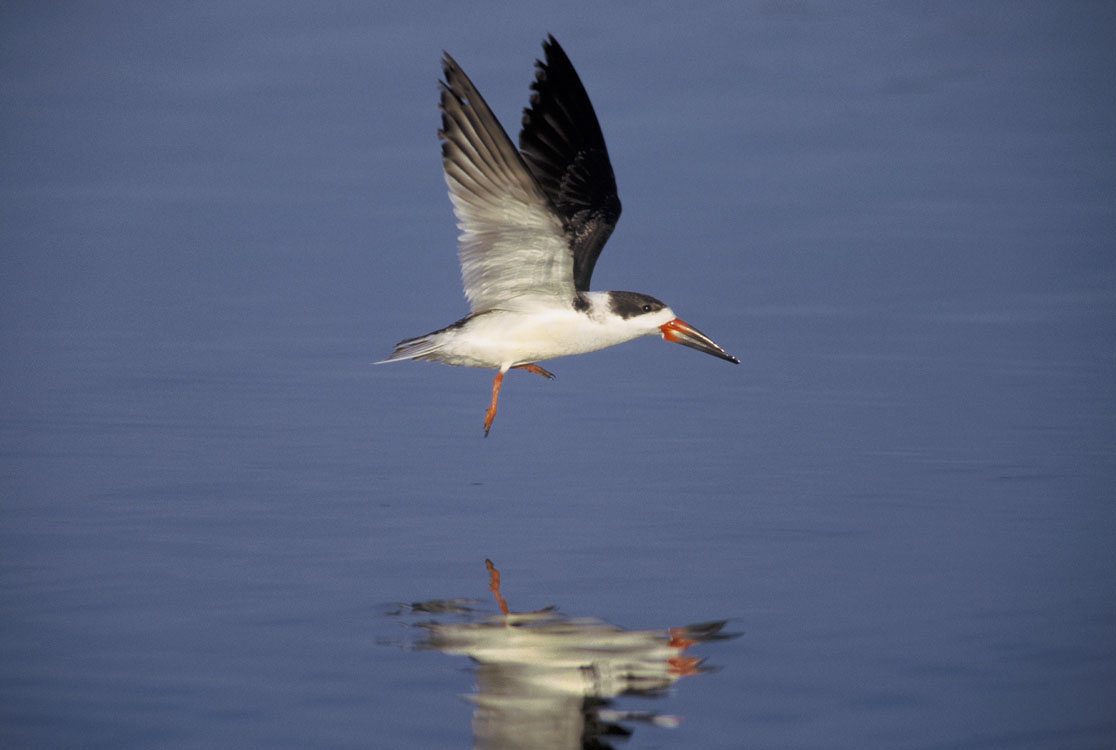
Amerikansk saxnäbb (Rynchops niger) tillhör familjen saxnäbbar.
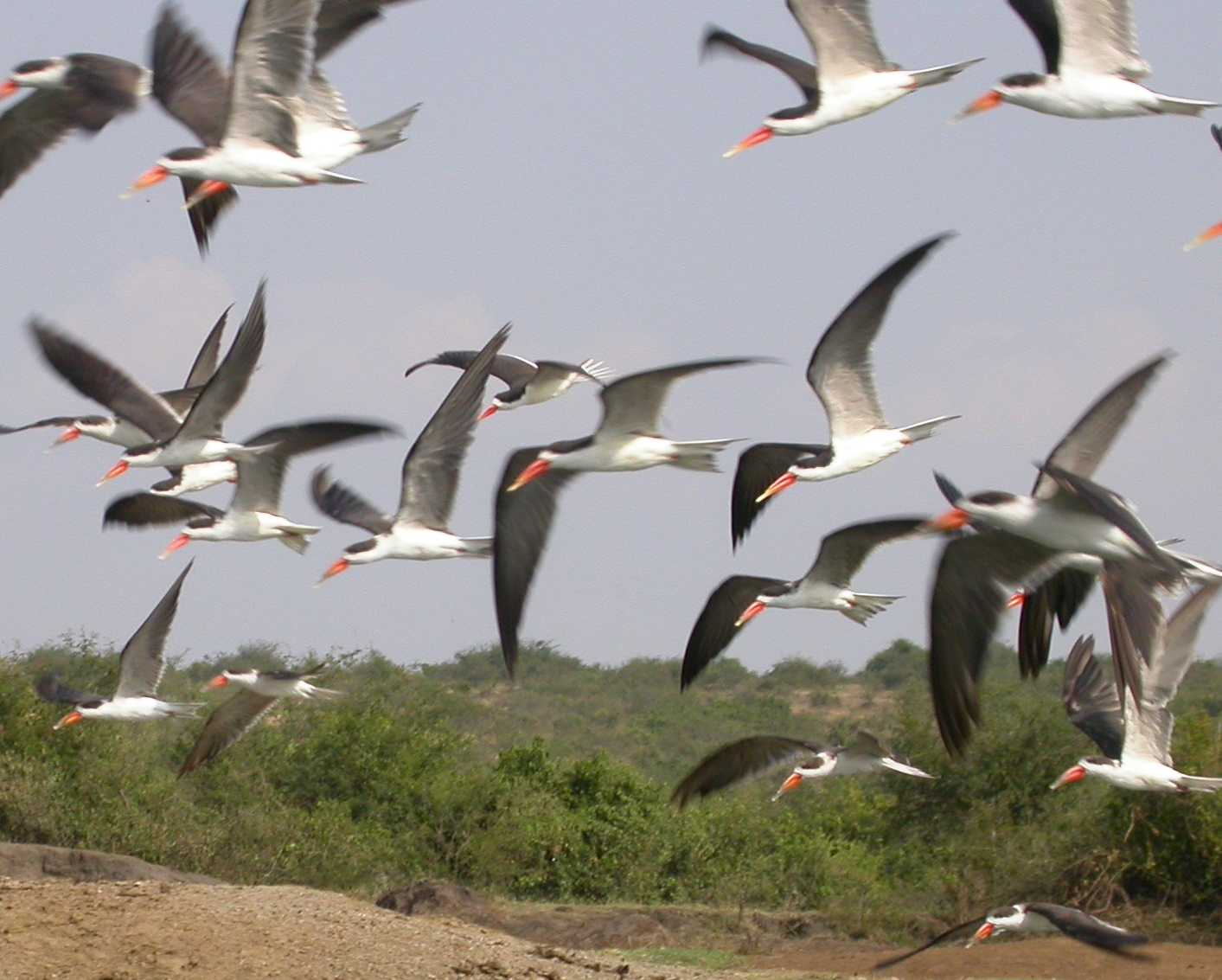
Afrikansk saxnäbb (Rynchops flavirostris) tillhör familjen saxnäbbar.

## Källhänvisningar
1. ↑  "Gulls (suborder Lari)". Britannica.com. Läst 2 december 2014. (engelska)